# Milán-San Remo 2010
La Milán-San Remo 2010 fue la edición número 101 de esta clásica ciclista de primavera. Se disputó el sábado 20 de marzo de 2010 por el recorrido habitual desde la Milán-San Remo 2008 de 298 km.
Formó parte de las Carreras Históricas del UCI World Ranking 2010.
Participaron 25 equipos (los mismos que en la Tirreno-Adriático 2010, más el de categoría UCI ProTour del RadioShack y los de categoría Profesional Continental del Bbox Bouygues Telecom y Carmiooro-NGC). Formando así un pelotón de 200 ciclistas (el límite de ciclistas para carreras profesionales), con 8 corredores cada equipo, de los que finalizaron 153.
El ganador final fue Óscar Freire, consiguiendo así su tercera victoria en esta prueba, imponiéndose claramente en el sprint a Tom Boonen y Alessandro Petacchi, respectivamente.

## Clasificación final
| Posición | Ciclista            | Equipo                                          | Tiempo     |
| -------- | ------------------- | ----------------------------------------------- | ---------- |
| 1.       | Óscar Freire        | Rabobank                                        | 6h 57' 28" |
| 2.       | Tom Boonen          | Quick Step                                      | m.t.       |
| 3.       | Alessandro Petacchi | Lampre-Farnese Vini                             | m.t.       |
| 4.       | Sacha Modolo        | Colnago-CSF Inox                                | m.t.       |
| 5.       | Daniele Bennati     | Liquigas-Doimo                                  | m.t.       |
| 6.       | Thor Hushovd        | Cervélo                                         | m.t.       |
| 7.       | Francesco Ginanni   | Androni Giocattoli-Serramenti PVC Diquigiovanni | m.t.       |
| 8.       | Maxim Iglinskiy     | Astana                                          | m.t.       |
| 9.       | Philippe Gilbert    | Omega Pharma-Lotto                              | m.t.       |
| 10.      | Luca Paolini        | Acqua & Sapone-D'Angelo & Antenucci             | m.t.       |